# Bárago
Bárago es una entidad de población española del municipio de Vega de Liébana, en la comunidad autónoma de Cantabria. En 2008 tenía una población de 99 habitantes (INE), 40 de ellos en el barrio de Soberado.

## Geografía
Está situado a 646 m de altitud en una ladera pronunciada. Dista 3,5 km de la capital municipal, La Vega. Desde esta localidad parte la carretera que sube hasta Dobres y que antiguamente se llamaba «camino de las Retuertas». 

## Historia
Hacia mediados del siglo XIX, el lugar, compuesto por los Barrios de Barago y Soberado y ya por entonces perteneciente al municipio de La Vega, tenía contabilizada una población de 300 habitantes. Aparece descrito en el tercer volumen del Diccionario geográfico-estadístico-histórico de España y sus posesiones de Ultramar de Pascual Madoz de la siguiente manera:

BARAGO: conc. en la prov. de Santander (17 leg.), part. jud. de Potes (1 1/2), dióc. de Palencia (22), aud. terr. y c. g. de Búrgos (22), ayunt. de la Vega (1/2); sit. en una cuesta ó ladera bastante perpendicular y á las inmediaciones del arroyo titulado del Diego; está combatido por lo regular por los vientos del N., lo que hace que su clima sea frio, siendo las enfermedades mas comunes afecciones de pecho, pulmonias y catarros. Se halla dividido en 2 barrios ó ald. llamados Barago, que es el principal, y Soberado anejo; el primero cuenta 40 casas y el segundo 20, generalmente pobres y de mala distribucion, y por lo comun separadas las unas de las otras; entre ellas existe la casa de conc. en la que tambien se encuentra la escuela de primeras letras con la dotacion de 600 rs. y alguna retribucion de los alumnos que á ella concurren; dentro de Barago hay 4 fuentes, 2 de ellas muy caudalosas y de buenas aguas, y otras muchas en el térm.: la igl. parr. está dedicada á San Cristóbal y servida por 1 cura de provision en concurso, que tiene tambien obligacion de decir misa en la igl. que hay en Soberado, bajo la advocacion de Ntra. Sra. de la Asuncion, la cual se halla como á unos 200 pasos al oriente del pueblo. Tiene ademas 3 ermitas llamadas de San Andres Apóstol, San Roque y San Cipriano, todas bien deterioradas; esta se halla en una altura camino del anejo que está sit. en un valle estrecho á la distancia de 1/4 de leg. N. de la matriz, y aquellas dentro de esta pobl.: ambas igl. tienen cementerio en parage bien ventilado. Confina por N. con la Vega, por E. con Piasca y Lomeña, por S. con Caloca, y por O. con Dobres y la Vega. El terreno es bastante feraz en la parte que se cultiva, estando generalmente sobre peña: los montes forman grandes y elevadas cord. y todos se hallan bien poblados de robles, hayas, fresnos, álamos, abedules, encinas, tejos, enebros, avellanos y otros varios arbustos; cruzan por él el r. denominado Rofrio en direccion de S. á N., sobre el cual hay un puente de piedra y otro de madera, el arroyo del Diego de que ya se ha hecho mérito y algunos otros que bajan de las alturas. Pasa por el pueblo el camino que conduce de Guardo á Potes, por el puerto de Pineda, habiendo algunos otros de pueblo á pueblo y todos en muy mal estado; la correspondencia la reciben en la cab. del part.; prod.: trigo, centeno: cebada, maiz, garbanzos, habas, arvejas, muelas, lentejas, alubias, patatas, nabos, frutas de varias clases y verduras; ganado vacuno, caballar, mular, asnal, cabrio, lanar y de cerda; caza de liebres, perdices, faisanes, palomas torcaces, jabalíes, corzos y otros animales dañinos; y pesca de truchas y anguilas. La ind. está reducida á la estraccion de alguna madera, aunque en corta cantidad, y á 2 molinos harineros de poco valor; pobl.: 70 vec., 300 alm.; contr. con el ayuntamiento.
(Madoz, 1846, p. 372)

## Patrimonio

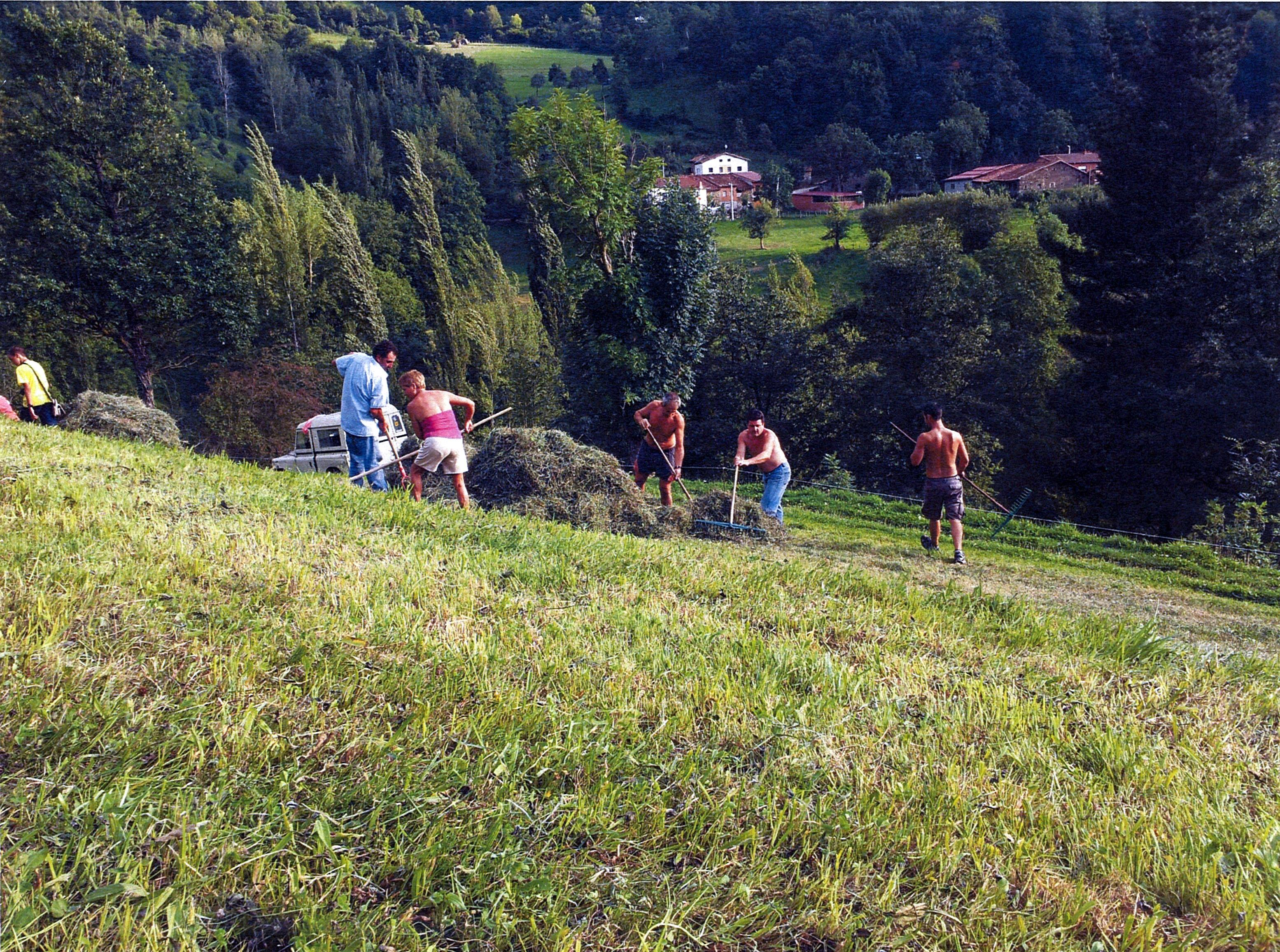
Tareas de campo en el barrio de Arriba.

La iglesia parroquial fue construida en 1899 y posee un retablo mayor del siglo XVIII. En una de las casas del pueblo puede verse el blasón de los Noriega.

## Personas notables
En Bárago nació Félix Gutiérrez de la Lama, militar que fue alcalde de Pátzcuaro (México).